# Motor de gasolina-queroseno

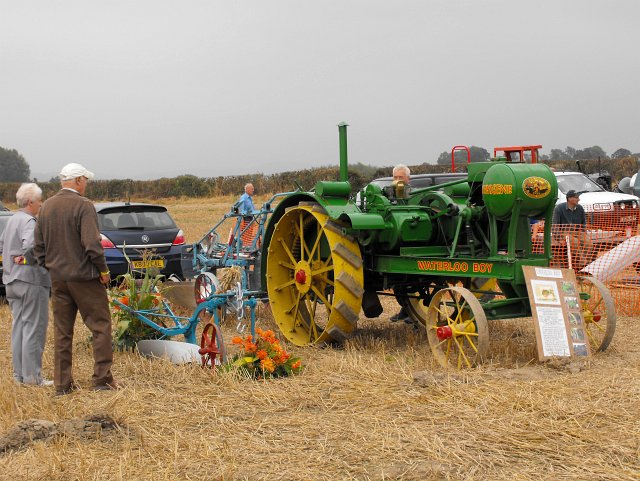
Tractor Waterloo Boy producido por John Deere, 1919-1920. El tractor tiene un pequeño tanque de gasolina, empleada para encender el motor y un tanque más grande de queroseno (al frente) para mantenerlo funcionando.

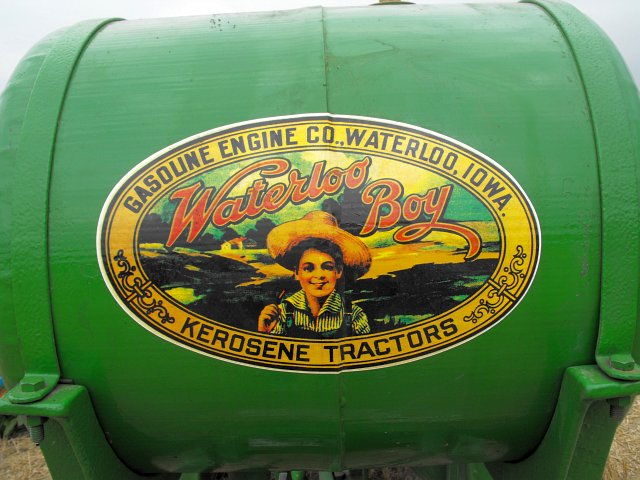
Acercamiento del tanque de queroseno del tractor Waterloo Boy.

El motor de gasolina-queroseno (Canadá y Estados Unidos), motor de petróleo-parafina o motor TVO (Reino Unido) es un tipo de motor de combustión interna con encendido por chispa y combustible doble obsoleto, diseñado para encenderse con gasolina y después pasar a queroseno una vez que se calentaba. En el Reino Unido, el tipo de queroseno que empleaba era llamado aceite de vaporización para tractor.

## Componentes

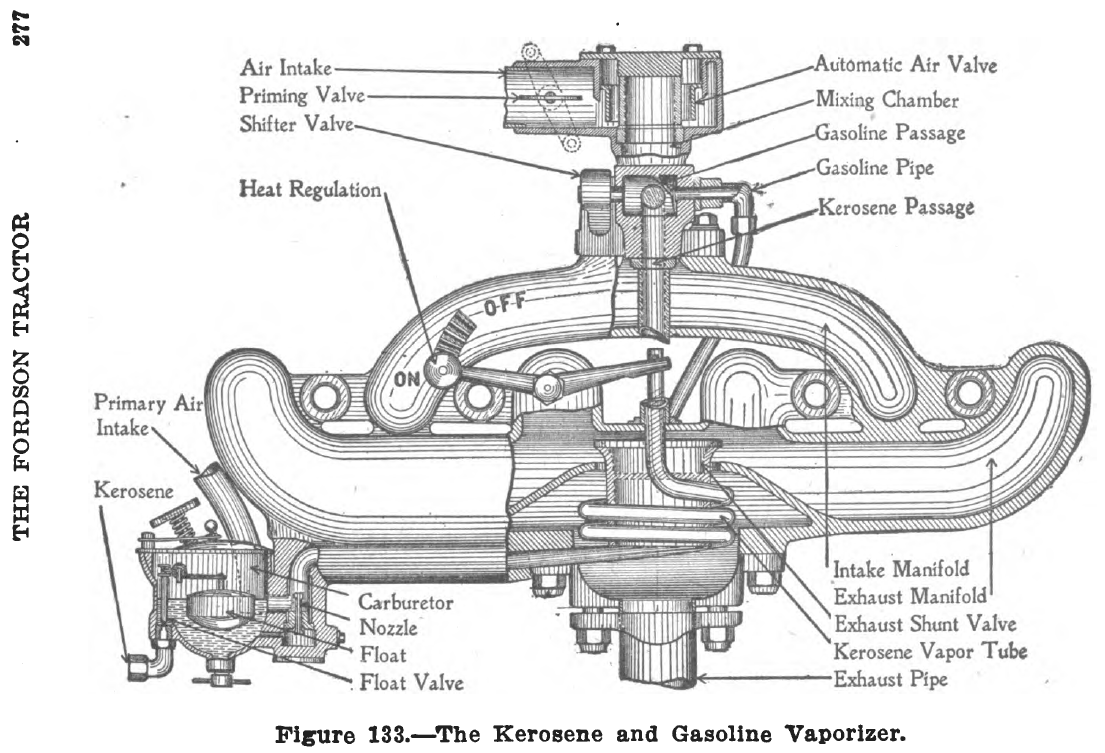
Corte esquemático de la admisión del tractor Fordson original (incluyendo el colector de admisión, vaporizador, carburador y mangueras de combustible).

El motor de gasolina-queroseno se distingue del motor de gasolina en que requiere dos tanques de combustible separados, uno para gasolina y otro para queroseno, pero ambos combustibles pueden ser alimentados a través del mismo carburador o sistema de inyección de combustible. Un ejemplo de motor de gasolina-queroseno con inyectores es el motor Hesselman.[cita requerida]
El queroseno es menos volátil que la gasolina, por lo cual normalmente no se enciende a temperatura ambiental, así que el motor de gasolina-queroseno se enciende usando gasolina y solamente cuando alcanza una temperatura de funcionamiento adecuada se cambia a queroseno. El cambio puede hacerse manualmente o mediante un mecanismo automático. Algunos motores emplean un vaporizador, que utiliza el calor del colector de escape para vaporizar el combustible que entra al sistema de admisión.[cita requerida]

## Aplicaciones
Los motores de gasolina-queroseno fueron empleados para propulsar lanchas motoras, barcos pesqueros, pequeños tractores y locomotoras de ferrocarriles ligeros, además de servir como motores estacionarios, más no para propulsar automóviles o motocicletas.
El autobús Milnes-Daimler de 1904 (que empleaba el chasis del camión Canstatt Daimler), operado en Londres por el Grupo Tilling, funcionaba con gasolina o con queroseno. Pero para encender su motor, o cuando lo encendía y detenía con frecuencia, la mejor opción era usar gasolina continuamente. La corriente de aire del carburador era calentada por gases de escape desviados.

## Diseño

Animación de un motor de cuatro tiempos.

La alimentación con gasolina y queroseno es adecuada para motores de cuatro tiempos y motores Wankel. Un motor de gasolina-queroseno tiende a calentarse cuando consume queroseno, por lo cual su sistema de enfriamiento debe ser lo suficientemente resistente. Como arde más lentamente, el queroseno precisa el periodo de combustión más largo que puede ofrecerle un motor de cuatro tiempos; las versiones de dos tiempos son los escasos motores J.A.P. de 16 cilindros en H.[cita requerida] Aunque los modernos motores de gasolina usualmente tienen relaciones de compresión entre 9:1 y 12:1, un motor de gasolina-queroseno precisa una menor relación de compresión de 8:1 o menos, para evitar la ignición prematura de la mezcla de aire y combustible que podría dañar el motor a través del picado de bielas. La mayoría de los motores aeronáuticos de gasolina tienen relaciones de compresión bajas, alrededor de 8:1 o 9:1, por lo cual pueden convertirse a combustible doble.[cita requerida]

## Combustible
El combustible empleado en los motores de gasolina-queroseno era conocido como aceite de vaporización para tractor (Tractor vaporising oil, TVO) en el Reino Unido y como queroseno de poder (Power kerosene) en Australia. El TVO fue retirado del mercado en el Reino Unido en 1974, pero una empresa lo ha reintroducido.

### Locomotora de naftalina
En 1913, la empresa francesa Schneider-Creusot construyó una locomotora cuyo motor empleaba naftalina sólida. Era un motor de gasolina-queroseno de 70 cv, pero que empleaba naftalina en lugar de queroseno por ser más barata. La naftalina era fundida y vaporizada dentro de un tubo rodeado por una camisa de agua, que era calentada por el motor.

## Ventajas
En comparación con el motor de gasolina, las ventajas del motor de gasolina-queroseno son:
- El queroseno puede ser más barato y/o estar más disponible.
- Al ser menos inflamable, el queroseno es más seguro de almacenar.
- Al ser menos volátil, el queroseno tiene menos probabilidades de "aguarse" en el tanque.

Algunas de estas ventajas han pasado a la historia porque el queroseno, que alguna vez estuvo muy disponible como combustible barato, se ha vuelto cada vez más escaso y costoso, en especial en los países desarrollados. Además, aunque algunos barcos viejos todavía usan motores marinos de gasolina-queroseno, la mayoría de los motores marinos hoy suelen ser diésel.